# Soter uniformis
Soter uniformis är en stekelart som först beskrevs av Charles Thomas Brues 1924.  Soter uniformis ingår i släktet Soter och familjen bracksteklar. Inga underarter finns listade i Catalogue of Life.